# 唱片报告
唱片报告（英語：Record Report）是委内瑞拉官方于1990年创建的单曲电台播放音樂排行榜。
2005年，委内瑞拉《广播电视社会责任法》的实施强制让该国电台在其节目中播放委内瑞拉国内的音乐（传统和流行均可）。在此之前，该国电台音乐播放的曲风不受限制。
唱片报告发布的榜单包括百强单曲榜、热门传统音乐榜、热门拉丁音乐榜、热门騷沙音樂榜、国家流行摇滚榜和流行摇滚总榜。

## 外部連結
- 官方网站